# ヂェチーン - オルドルジホフ・ウ・ドゥフツォヴァ線
ヂェチーン - オルドルジホフ・ウ・ドゥフツォヴァ線（チェコ語: Železniční trať Děčín – Oldřichov u Duchcova）は、鉄道利用者クラブ交通の鉄道線の名称である。路線番号は132。

## 歴史
ドゥクス（現在ドゥフツォフ）盆地で採掘された石炭をエルベ川やドイツ北部へ輸送するために、帝国特認アウシヒ・テプリッツ鉄道（k.k. privilegierte Aussig-Teplitzer Eisenbahn, ATE）以外の鉄道路線が必要になった。1869年7月9日にオーストリア帝国政府はドゥクス - ボーデンバッハ（現在ジェチーン中央駅）間の鉄道建設および運営に関する許可を与えて、同年9月に帝国特認ドゥクス・ボーデンバッハ鉄道会社（ドイツ語: k.k. privilegierte Dux-Bodenbacher Bahn, DBE）が設立された。1871年10月2日、DBEの路線として、ヂェチーン - テプリツェ・レスニー・ブラーナ - ドゥフツォフ・リプチツェ間が開業された。1884年7月1日以降、DBEの路線運営業務は私鉄国有化の第一次段階としてオーストリア帝国鉄道（略: kkStB）により引き受けられた。1894年鉄道会社は国家所有となった。
オーストリア＝ハンガリー帝国の解体後、この路線は新生のチェコスロバキア国営鉄道（略: ČSD）に編入された。1920年代初期にチェコスロバキアのドイツに関する石炭輸出量が減少して、1923年にエルベ川の水運を用いた輸送が中止された。さらに、アウシヒ・テプリッツ鉄道が国有化されたので、北ボヘミア盆地からの石炭輸送は1924年以降に、より有利なウースチー - ホムトフ線に再配置された。ホムトフ - ジェチーン区間はその重要性を失って、事実上地域鉄道に格下げされた。1926年5月15日にオルドジホフ駅とハーイ（ドゥフツォフ近郊）駅の連結線が完工して既存区間はジェチーン - オルドジホフ線とテプリツェ - ホムトフ線に分離された。1933年にチェコスロバキア国営鉄道は新型の気動車を導入した。
1938年10月、ナチスドイツがズデーテン地方を併合した際に、この路線はドイツ国営鉄道（略: DR）に引き受けられて、ドレスデン管理局に編入された。第二次世界大戦の終戦後に、この路線はČSDに復帰した。
1961年1月、テプリツェ・レスニー・ブラーナ - ハーイ間が褐炭炭田拡張の原因で廃止され、代わりにテプリツェ・レスニー・ブラーナ - オルドルジホフ（現在のイェニーコフ・オルドルジホフ駅）間が開業した。
1993年1月1日、チェコスロバキアの分離により、チェコ鉄道（略: ČD）はこの路線を引き受けた。
2007年12月9日、時刻表変更の際に、ウースチー州はジェチーン - オルドジホフ間の旅客列車運営を貧弱な乗客数の理由で終わりにした。また、ジェチーン - ホムトフ間の中距離路線をウースチー経由で再設置する方案は普通列車系統廃止の根拠となった。自動車道D8の新設の際に、既存線路の活用も議論された。2009年10月13日にジェチーン - オルドジホフ区間の旅客列車運行は週末に限って、貨物列車会社メトランスの運営で再開された。2014年12月15日にジェチーン - テルニツェ間は切土の落石のため、封鎖された。
しばらく旅客運行を行っていなかったが、2021 - 26年の5年間、ヂェチーン - テルニツェ間のみ、季節運行で列車が運行される。2021年の運行復活時の路線番号は139であった。2023年度はテルニツェ - イェニーコフ間での運行再開を予定しており、路線番号が132に変更された。

## 運行形態
- ポドクルシノホルスキー・モトラーチェク号：　ヂェチーン - イェニーコフ・オルドルジホフ　【春・夏の土曜・休日運行】
一日4往復、日中は4時間間隔で運行される。[11]
2022年に、ヂェチーン - テルニツェ間で運行を開始した。2023年に、テルニツェ - イェニーコフ・オルドルジホフ間で一日3往復の運行を開始した。2024年に両系統が統合され、ヂェチーン - イェニーコフ・オルドルジホフ間に一日4往復の運行となる予定。

## 駅一覧
以下では、チェコ国鉄132号線の駅と営業キロ、停車列車、接続路線などを一覧表で示す。なお、全て各駅停車である。
| 路線名 | 駅名                               | 駅間営業キロ | 累計営業キロ | 接続路線 | 所在地       | 所在地                     |
| ------ | ---------------------------------- | ------------ | ------------ | --- | ------------ | -------------------------- |
| 132    | ヂェチーン本駅                     | -            | 0.0          | 073号線（ストルジェコフ方面） 081号線（ルンブルク/リベレツ方面） 083号線（ベルリン方面） 130号線（プラハ/カダニ方面） | ウースチー州 | ヂェチーン郡               |
| 132    | ヂェチーン停留所                   | 1.6          | 1.6          | | ウースチー州 | ヂェチーン郡               |
| 132    | ヂェチーン・オルドルジホフ駅       | 1.8          | 3.4          | | ウースチー州 | ヂェチーン郡               |
| 132    | ヂェチーン・ビノフ駅               | 1.3          | 4.7          | | ウースチー州 | ヂェチーン郡               |
| 132    | マルチニェヴェス・ウ・ヂェチーナ駅 | 2.5          | 7.2          | | ウースチー州 | ヂェチーン郡               |
| 132    | イーロヴェー・ウ・ヂェチーナ駅     | 1.9          | 9.1          | | ウースチー州 | ヂェチーン郡               |
| 132    | モドラー・ウ・ヂェチーナ駅         | 1.8          | 10.9         | | ウースチー州 | ヂェチーン郡               |
| 132    | カメネツ駅                         | 0.9          | 11.8         | | ウースチー州 | ウースチー・ナド・ラベム郡 |
| 132    | リボウヘツ駅                       | 1.7          | 13.5         | | ウースチー州 | ウースチー・ナド・ラベム郡 |
| 132    | マレー・フヴォイノ駅               | 2.6          | 16.1         | | ウースチー州 | ウースチー・ナド・ラベム郡 |
| 132    | テルニツェ駅                       | 5.8          | 21.9         | | ウースチー州 | ウースチー・ナド・ラベム郡 |
| 132    | フルメツ・ウ・ハバルジョヴィツ駅   | 3.8          | 25.7         | | ウースチー州 | ウースチー・ナド・ラベム郡 |
| 132    | ウンチーン駅                       | 2.6          | 28.3         | | ウースチー州 | テプリツェ郡               |
| 132    | ボホスドフ停留所                   | 1.7          | 30.0         | | ウースチー州 | テプリツェ郡               |
| 132    | クルプカ町駅                       | 1.1          | 31.1         | | ウースチー州 | テプリツェ郡               |
| 132    | クルプカ駅                         | 0.8          | 31.9         | | ウースチー州 | テプリツェ郡               |
| 132    | ノヴォセドリツェ駅                 | 3.5          | 35.4         | | ウースチー州 | テプリツェ郡               |
| 132    | テプリツェ・レスニー・ブラーナ駅   | 1.3          | 36.7         | | ウースチー州 | テプリツェ郡               |
| 132    | イェニーコフ・オルドルジホフ駅     | 4.4          | 41.1         | 130号線（カダニ方面、ウースチー方面） 134号線（リトヴィーノフ方面）                                                   | ウースチー州 | テプリツェ郡               |